# Chine aux Jeux olympiques d'été de 2016
La Chine participe aux Jeux olympiques d'été de 2016 à Rio de Janeiro au Brésil du 5 août au 21 août. Il s'agit de sa 10e participation à des Jeux d'été.

## Athlétisme

### Hommes

#### Course
| Athlètes                                            | Compétitions          | Série   | Série | Demi-Finales | Demi-Finales | Finale          | Finale            |
| --------------------------------------------------- | --------------------- | ------- | ----- | ------------ | ------------ | --------------- | ----------------- |
| Athlètes                                            | Compétitions          | Temps   | Rang  | Temps        | Rang         | Temps           | Rang              |
| Xie Zhenye                                          | 100 mètres            | 10 s 08 | 1er   | 10 s 11      | 7e           | Eliminé         | Eliminé           |
| Su Bingtian                                         | 100 mètres            | 10 s 17 | 3e    | 10 s 08      | 4e           | Eliminé         | Eliminé           |
| Zhang Peimeng                                       | 100 mètres            | 10 s 36 | 7e    | Eliminé      | Eliminé      | Eliminé         | Eliminé           |
| Dong Guojian                                        | Marathon              | NC      | NC    | NC           | NC           | 2 h 15 min 32 s | 29e               |
| Duo Bujie                                           | Marathon              | NC      | NC    | NC           | NC           | 2 h 24 min 22 s | 91e               |
| Zhu Renxue                                          | Marathon              | NC      | NC    | NC           | NC           | 2 h 25 min 31 s | 96e               |
| Xie Wenjun                                          | 110 mètres haies      | 13 s 69 | 7e    | Eliminé      | Eliminé      | Eliminé         | Eliminé           |
| Tang Xingqiang Xie Zhenye Su Bingtian Zhang Peimeng | Relais 4 × 100 mètres | 37 s 82 | 2e    | NC           | NC           | 37 s 90         | 4e                |
| Wang Zhen                                           | 20 km marche          | NC      | NC    | NC           | NC           | 1 h 19 min 14 s | Médaille d'or     |
| Cai Zelin                                           | 20 km marche          | NC      | NC    | NC           | NC           | 1 h 19 min 26 s | Médaille d'argent |
| Chen Ding                                           | 20 km marche          | NC      | NC    | NC           | NC           | 1 h 23 min 54 s | 39e               |
| Yu Wei                                              | 50 km marche          | NC      | NC    | NC           | NC           | 3 h 43 min 00 s | 5e                |
| Wang Zhendong                                       | 50 km marche          | NC      | NC    | NC           | NC           | 3 h 48 min 50 s | 11e               |
| Han Yucheng                                         | 50 km marche          | NC      | NC    | NC           | NC           | 4 h 32 min 35 s | 47e               |

#### Concours
| Athlètes        | Compétitions     | Série    | Série | Finale   | Finale             |
| --------------- | ---------------- | -------- | ----- | -------- | ------------------ |
| Athlètes        | Compétitions     | Résultat | Rang  | Résultat | Rang               |
| Zhang Guowei    | Saut en hauteur  | 2,22 m   | 25e   | Eliminé  | Eliminé            |
| Wang Yu         | Saut en hauteur  | 2,22 m   | 32e   | Eliminé  | Eliminé            |
| Xue Changrui    | Saut à la perche | 5,70 m   | 4e    | 5,65 m   | 6e                 |
| Yao Jie         | Saut à la perche | 5,60 m   | 14e   | Eliminé  | Eliminé            |
| Huang Bokai     | Saut à la perche | 5,45 m   | 16e   | Eliminé  | Eliminé            |
| Wang Jianan     | Saut en longueur | 8,24 m   | 1er   | 8,17 m   | 5e                 |
| Huang Changzhou | Saut en longueur | 7,95 m   | 9e    | 7,86 m   | 11e                |
| Gao Xinglong    | Saut en longueur | NM       | /     | Elimné   | Elimné             |
| Dong Bin        | Triple saut      | 17,10 m  | 2e    | 17,58 m  | Médaille de bronze |
| Cao Shuo        | Triple saut      | 16,97 m  | 5e    | 17,13 m  | 4e                 |
| Xu Xiaolong     | Triple saut      | 16,65 m  | 11e   | 16,41 m  | 11e                |

### Femmes

#### Course
| Athlètes                                     | Compétitions          | Série   | Série | Demi-Finales | Demi-Finales | Finale  | Finale             |
| -------------------------------------------- | --------------------- | ------- | ----- | ------------ | ------------ | ------- | ------------------ |
| Athlètes                                     | Compétitions          | Temps   | Rang  | Temps        | Rang         | Temps   | Rang               |
| Wei Yongli                                   | 100 mètres            | 11 s 48 | 5e    | Eliminé      | Eliminé      | Eliminé | Eliminé            |
| Yuan Qiqi                                    | 100 mètres            | 11 s 56 | 6e    | Eliminé      | Eliminé      | Eliminé | Eliminé            |
| Wang Chunyu                                  | 800 mètres            | 1:59.93 | 4e    | 2:04.05      | 8e           | Eliminé | Eliminé            |
| Yue Chao                                     | Marathon              | NC      | NC    | NC           | NC           | 2:39:09 | 53e                |
| Hua Shaoqing                                 | Marathon              | NC      | NC    | NC           | NC           | 2:45:09 | 79e                |
| Shuijiao Wu                                  | 100 mètres haies      | 13.03   | 4e    | Eliminé      | Eliminé      | Eliminé | Eliminé            |
| Zhang Xinyan                                 | 3 000 mètres steeple  | 9:31.47 | 5e    | NC           | NC           | Eliminé | Eliminé            |
| Yuan Qiqi Wei Yongli Ge Manqi Liang Xiaojing | Relais 4 × 100 mètres | 42.70   | 4e    | NC           | NC           | Eliminé | Eliminé            |
| Liu Hong                                     | Marche                | NC      | NC    | NC           | NC           | 1:28:35 | Médaille d'or      |
| Lü Xiuzhi                                    | Marche                | NC      | NC    | NC           | NC           | 1:28:42 | Médaille de bronze |
| Qieyang Shenjie                              | Marche                | NC      | NC    | NC           | NC           | 1:29:04 | 5e                 |

## Aviron
Légende: FA = finale A (médaille) ; FB = finale B (pas de médaille) ; FC = finale C (pas de médaille) ; FD = finale D (pas de médaille) ; FE = finale E (pas de médaille) ; FF = finale F (pas de médaille) ; SA/B = demi-finales A/B ; SC/D = demi-finales C/D ; SE/F = demi-finales E/F ; QF = quarts de finale; R= repêchage
Hommes
| Athlète                                       | Compétition                      | Séries        | Séries | Repêchage     | Repêchage | Demi-finales  | Demi-finales | Finale        | Finale |
| Athlète                                       | Compétition                      | Temps         | Rang   | Temps         | Rang      | Temps         | Rang         | Temps         | Rang   |
| --------------------------------------------- | -------------------------------- | ------------- | ------ | ------------- | --------- | ------------- | ------------ | ------------- | ------ |
| Sun Man Wang Chunxin                          | Deux de couple poids légers      | 6 min 30 s 83 | 4 R    | 7 min 03 s 88 | 2 SA/B    | 7 min 01 s 49 | 6 FB         | 6 min 40 s 74 | 11     |
| Jin Wei Wang Tiexin Yu Chenggang Zhao Jingbin | Quatre sans barreur poids légers | 6 min 03 s 43 | 2 SA/B | exempt        | exempt    | 6 min 27 s 27 | 5 FB         | 6 min 32 s 78 | 8      |

Femmes
| Athlète                                      | Compétition                 | Séries        | Séries | Repêchage     | Repêchage | Quarts de finale | Quarts de finale | Demi-finales  | Demi-finales | Finale        | Finale                              |
| Athlète                                      | Compétition                 | Temps         | Rang   | Temps         | Rang      | Temps            | Rang             | Temps         | Rang         | Temps         | Rang                                |
| -------------------------------------------- | --------------------------- | ------------- | ------ | ------------- | --------- | ---------------- | ---------------- | ------------- | ------------ | ------------- | ----------------------------------- |
| Duan Jingli                                  | Skiff                       | 8 min 18 s 57 | 1 QF   | exempt        | exempt    | 7 min 27 s 88    | 2 SA/B           | 7 min 43 s 97 | 1 FA         | 7 min 24 s 13 | Médaille de bronze, Jeux olympiques |
| Miao Tian Zhang Min                          | Deux sans barreur           | 7 min 15 s 66 | 3 SA/B | exempt        | exempt    | NC               | NC               | 7 min 30 s 90 | 4 FB         | 7 min 17 s 12 | 7                                   |
| Lü Yang Zhu Weiwei                           | Deux de couple              | 7 min 25 s 19 | 2 SA/B | exempt        | exempt    | NC               | NC               | 7 min 05 s 31 | 6 FB         | 7 min 45 s 68 | 11                                  |
| Huang Wenyi Pan Feihong                      | Deux de couple poids légers | 7 min 00 s 13 | 1 SA/B | exempt        | exempt    | NC               | NC               | 7 min 20 s 94 | 3 FA         | 7 min 06 s 49 | Médaille de bronze, Jeux olympiques |
| Jiang Yan Wang Yuwei Zhang Ling Zhang Xinyue | Quatre de couple            | 6 min 40 s 21 | 4 R    | 6 min 28 s 49 | 3 FA      | NC               | NC               | NC            | NC           | 6 min 59 s 45 | 6                                   |

## Badminton
| Athlète                 | Compétition   | Phase de groupes                                       | Phase de groupes                                | Phase de groupes                                  | Phase de groupes | 1/8 de finale    | Quarts de finale                             | Demi-finales                                           | Finale ou 3e place                               | Finale ou 3e place                  |
| Athlète                 | Compétition   | Adversaire Score                                       | Adversaire Score                                | Adversaire Score                                  | Rang             | Adversaire Score | Adversaire Score                             | Adversaire Score                                       | Adversaire Score                                 | Rang                                |
| ----------------------- | ------------- | ------------------------------------------------------ | ----------------------------------------------- | ------------------------------------------------- | ---------------- | ---------------- | -------------------------------------------- | ------------------------------------------------------ | ------------------------------------------------ | ----------------------------------- |
| Lin Dan                 | Simple hommes | bat Nguyễn 21-7, 21-12                                 | bat Obernosterer 21-5, 21-11                    | bat Malkov 21-18, 21-7                            | 1er Gr. E        | NC               | bat Kidambi 21-6, 11-21, 21-18               | battu par Lee 21-15, 11-21, 20-22                      | battu par Axelsen 21-15, 10-21, 17-21            | 4e place                            |
| Chen Long               | Simple hommes | bat Karunaratne 21-7, 21-10                            | bat Dziółko 21-12, 21-9                         | bat Cordón par w/o                                | 1er Gr. P        | NC               | bat Son 21-11, 18-21, 21-11                  | bat Axelsen 21-14, 21-15                               | bat Lee 21-18, 21-18                             | Médaille d'or, Jeux olympiques      |
| Li Xuerui               | Simple dames  | bat Tan 21-11, 21-11                                   | bat Santos 21-12, 21-7                          | bat Wang 21-16, 21-12                             | 1er Gr. E        | NC               | bat Buranaprasertsuk 21-12, 21-17            | battue par Marín 14-21, 16-21                          | battue par Okuhara w/o                           | 4e place                            |
| Wang Yihan              | Simple dames  | bat Schnaase 21-11, 21-16                              | bat Magee 21-7, 21-12                           | NC                                                | 1er Gr. P        | NC               | battue par P.V. Sindhu 20-22, 19-21          | Éliminée                                               | Éliminée                                         | Éliminée                            |
| Fu Haifeng / Zhang Nan  | Double hommes | battus par Goh / Tan 21-16, 15-21, 18-21               | battent Fuchs / Schlötter 21-11, 21-16          | battent Chew / Pongnairat 21-6, 21-7              | 2e Gr. B         | NC               | battent Kim G. / Kim S. 11-21, 21-18, 24-22  | battent Ellis / Langridge 21-14, 21-18                 | battent Goh / Tan 16-21, 21-11, 23-21            | Médaille d'or, Jeux olympiques      |
| Chai Biao / Hong Wei    | Double hommes | battus par Endo / Hayakawa 18-21, 21-14, 21-23         | battent Attri / Reddy 21-13, 21-15              | battent Ahsan / Setiawan 21-15, 21-17             | 2e Gr. D         | NC               | battent Ivanov / Sozonov 21-13, 16-21, 21-16 | battus par Goh / Tan 18-21, 21-12, 17-21               | battus par Ellis / Langridge 18-21, 21-19, 10-21 | 4e place                            |
| Luo Ying / Luo Yu       | Double dames  | battent Lee / Obanana 21-14, 21-15                     | battent Pedersen / Rytter Juhl 21-11, 21-18     | battues par Jung / Chan 10-21, 14-21              | 3e Gr. B         | NC               | Éliminées                                    | Éliminées                                              | Éliminées                                        | Éliminées                           |
| Tang Yuanting / Yu Yang | Double dames  | battues par Chang / Lee 18-21, 21-14, 11-21            | battent G. Stoeva / S. Stoeva 21-14, 21-11      | battent Goliszewski / Nelte 21-10, 21-11          | 2e Gr. D         | NC               | battent Maheswari / Polii 21-11, 21-14       | battues par Pedersen / Rytter Juhl 16-21, 21-14, 19-21 | battues par Jung / Shin 8-21, 17-21              | 4e place                            |
| Zhang Nan / Zhao Yunlei | Double mixte  | battent Jordan / Susanto 21-11, 21-18                  | battent Lee / Chau 21-16, 21-15                 | battent Fuchs / Michels 21-19, 21-16              | 1er Gr. A        | NC               | battent Kazuno / Kurihara 21-14, 21-12       | battus par Ahmad / Natsir 16-21, 15-21                 | battent Xu / Ma 21-7, 21-11                      | Médaille de bronze, Jeux olympiques |
| Xu Chen / Ma Jin        | Double mixte  | battent Fischer Nielsen / Pedersen 22-24, 21-14, 21-16 | battus par Mateusiak / Zięba 21-13, 9-21, 19-21 | battent C. Adcock / G. Adcock 13-21, 22-20, 21-15 | 2e Gr. B         | NC               | battent Ko / Kim 21-17, 21-18                | battus par Chan / Gho 12-21, 19-21                     | battus par Zhang / Zhao 7-21, 11-21              | 4e place                            |

## Basket-ball

### Tournoi masculin
L'équipe de Chine de basket-ball gagne sa place pour les Jeux en remportant le Championnat d'Asie de basket-ball 2015.

### Tournoi féminin
La sélection féminine chinoise se qualifie en terminant dans le top 5 du Tournoi préolympique de basket-ball féminin 2016.

## Canoë-kayak

### Slalom
|              | Compétition | Éliminatoires | Éliminatoires | Éliminatoires | Éliminatoires | Éliminatoires | Éliminatoires | Demi-finales | Demi-finales | Finale        | Finale        |
| Course 1     | Compétition | Rang          | Course 2      | Rang          | Total         | Rang          | Résultat      | Rang         | Résultat     | Rang          |               |
| ------------ | ----------- | ------------- | ------------- | ------------- | ------------- | ------------- | ------------- | ------------ | ------------ | ------------- | ------------- |
| Shu Jianming | C1 hommes   | 110 s 19      | 15            | 100 s 68      | 9             | 100 s 68      | 13 Q          | 108 s 73     | 14           | Pas qualifié  | Pas qualifié  |
| Tan Ya       | K1 hommes   | 100 s 62      | 17            | 101 s 34      | 18            | 100 s 62      | 19            | Pas qualifié | Pas qualifié | Pas qualifié  | Pas qualifié  |
| Li Lu        | K1 femmes   | 119 s 63      | 16            | 107 s 29      | 11            | 107 s 29      | 13 Q          | 111 s 24     | 13           | Pas qualifiée | Pas qualifiée |

## Cyclisme

### Cyclisme sur piste
Vitesse
| Athlète | Compétition                 | Qualification | Qualification | 1er tour                 | Repêchages 1             | 2e tour                  | Repêchages 2             | Quarts de finale         | Demi-finales             | Finale                   | Finale |
| Athlète | Compétition                 | Temps Vitesse | Rang          | Adversaire Temps Vitesse | Adversaire Temps Vitesse | Adversaire Temps Vitesse | Adversaire Temps Vitesse | Adversaire Temps Vitesse | Adversaire Temps Vitesse | Adversaire Temps Vitesse | Rang   |
| ------- | --------------------------- | ------------- | ------------- | ------------------------ | ------------------------ | ------------------------ | ------------------------ | ------------------------ | ------------------------ | ------------------------ | ------ |
|         | Vitesse individuelle hommes |               |               |                          |                          |                          |                          |                          |                          |                          |        |
|         | Vitesse individuelle femmes |               |               |                          |                          |                          |                          |                          |                          |                          |        |
|         | Vitesse par équipes femmes  |               |               | NC                       | NC                       | NC                       | NC                       | NC                       | NC                       |                          |        |

Keirin
| Athlète | Compétition   | 1er tour | Repêchage | 2e tour | Finale |
| Athlète | Compétition   | Rang     | Rang      | Rang    | Rang   |
| ------- | ------------- | -------- | --------- | ------- | ------ |
|         | Keirin femmes |          |           |         |        |

Poursuite
| Athlète | Compétition                  | Qualification | Qualification | Demi-finales        | Demi-finales | Finale              | Finale |
| Athlète | Compétition                  | Temps         | Rang          | Adversaire Résultat | Rang         | Adversaire Résultat | Rang   |
| ------- | ---------------------------- | ------------- | ------------- | ------------------- | ------------ | ------------------- | ------ |
|         | Poursuite par équipes hommes |               |               |                     |              |                     |        |
|         | Poursuite par équipes femmes |               |               |                     |              |                     |        |

Omnium
| Athlète | Compétition   | Scratch | Poursuite | Poursuite | Élimination | Contre-la-montre | Contre-la-montre | Tour lancé | Tour lancé | Course aux points | Course aux points | Total | Rang |
| Athlète | Compétition   | Rang    | Temps     | Rang      | Rang        | Temps            | Rang             | Temps      | Rang       | Points            | Rang              | Total | Rang |
| ------- | ------------- | ------- | --------- | --------- | ----------- | ---------------- | ---------------- | ---------- | ---------- | ----------------- | ----------------- | ----- | ---- |
|         | Omnium femmes |         |           |           |             |                  |                  |            |            |                   |                   |       |      |

### VTT
| Athlète | Compétition              | Temps | Rang |
| ------- | ------------------------ | ----- | ---- |
|         | Cross-country VTT hommes |       |      |
|         | Cross-country VTT femmes |       |      |

## Escrime
| Athlète                          | Compétition         | 1/32 de finale   | 1/16 de finale   | 1/8 de finale    | Quarts de finale | Demi-finales     | Match pour la médaille de bronze Matchs de classement 5-8 | Match pour la médaille de bronze Matchs de classement 5-8 | Finale           | Finale |
| Athlète                          | Compétition         | Adversaire Score | Adversaire Score | Adversaire Score | Adversaire Score | Adversaire Score | Adversaire Score                                          | Rang                                                      | Adversaire Score | Rang   |
| -------------------------------- | ------------------- | ---------------- | ---------------- | ---------------- | ---------------- | ---------------- | --------------------------------------------------------- | --------------------------------------------------------- | ---------------- | ------ |
| Jiao Yunlong                     | Épée individuelle   | Melaragno 15-13  | Nikishyn 11-15   | Éliminé          | Éliminé          | Éliminé          | Éliminé                                                   | Éliminé                                                   | Éliminé          | 30e    |
| Chen Haiwei                      | Fleuret individuel  | NC               | Halsted 15-9     | Ma 15-12         | Safin 7-15       | Éliminé          | Éliminé                                                   | Éliminé                                                   | Éliminé          | 7e     |
| Lei Sheng                        | Fleuret individuel  | NC               | Le Péchoux 9-15  | Éliminé          | Éliminé          | Éliminé          | Éliminé                                                   | Éliminé                                                   | Éliminé          | 21e    |
| Ma Jianfei                       | Fleuret individuel  | NC               | Perrier 15-14    | Chen 12-15       | Éliminé          | Éliminé          | Éliminé                                                   | Éliminé                                                   | Éliminé          | 9e     |
| Chen Haiwei Lei Sheng Ma Jianfei | Fleuret par équipes | NC               | NC               | NC               | France 42-45     | Éliminés         | Brésil 43-41 Grande-Bretagne 45-36                        | 5e                                                        | Éliminés         | 5e     |
| Sun Wei                          | Sabre individuel    | NC               | Dolniceanu 7-15  | Éliminé          | Éliminé          | Éliminé          | Éliminé                                                   | Éliminé                                                   | Éliminé          | 29e    |

| Athlète                     | Compétition        | 1/32 de finale   | 1/16 de finale   | 1/8 de finale    | Quarts de finale   | Demi-finales     | Match pour la médaille de bronze Matchs de classement 5-8 | Match pour la médaille de bronze Matchs de classement 5-8 | Finale           | Finale                              |
| Athlète                     | Compétition        | Adversaire Score | Adversaire Score | Adversaire Score | Adversaire Score   | Adversaire Score | Adversaire Score                                          | Rang                                                      | Adversaire Score | Rang                                |
| --------------------------- | ------------------ | ---------------- | ---------------- | ---------------- | ------------------ | ---------------- | --------------------------------------------------------- | --------------------------------------------------------- | ---------------- | ----------------------------------- |
| Sun Yiwen                   | Épée individuelle  | NC               | Sakoa 15-11      | Embrich 15-12    | Besbes 14-11       | Fiamingo 11-12   | Rembi 15-13                                               | Éliminée                                                  | Éliminée         | Médaille de bronze, Jeux olympiques |
| Sun Yujie                   | Épée individuelle  | NC               | Kang 10-15       | Éliminée         | Éliminée           | Éliminée         | Éliminée                                                  | Éliminée                                                  | Éliminée         | 21e                                 |
| Xu Anqi                     | Épée individuelle  | NC               | Candassamy 8-15  | Éliminée         | Éliminée           | Éliminée         | Éliminée                                                  | Éliminée                                                  | Éliminée         | 17e                                 |
| Sun Yiwen Sun Yujie Xu Anqi | Épée par équipes   | NC               | NC               | NC               | Ukraine 42-34      | Estonie 45-36    | —                                                         | —                                                         | Roumanie 38-44   | Médaille d'argent, Jeux olympiques  |
| Le Huilin                   | Fleuret individuel | NC               | Zakarani 15-4    | Thibus 13-15     | Éliminée           | Éliminée         | Éliminée                                                  | Éliminée                                                  | Éliminée         | 12e                                 |
| Liu Yongshi                 | Fleuret individuel | NC               | Knapek 15-9      | Kiefer 15-9      | Di Francisca 10-15 | Éliminée         | Éliminée                                                  | Éliminée                                                  | Éliminée         | 8e                                  |
| Shen Chen                   | Sabre individuel   | NC               | Kozaczuk 9-15    | Éliminée         | Éliminée           | Éliminée         | Éliminée                                                  | Éliminée                                                  | Éliminée         | 17e                                 |

## Football

### Tournoi féminin
L'équipe de Chine féminine de football se qualifie pour les Jeux en terminant dans le top 2 du tournoi de qualification olympique de la zone Asie.

## Hockey sur gazon

### Tournoi féminin
L'équipe de Chine de hockey sur gazon féminin se qualifie pour les Jeux via la Ligue mondiale de hockey sur gazon féminin 2014-2015.

## Natation
| Athlète                                  | Épreuve         | Séries        | Séries | Demi-finales  | Demi-finales | Finale   | Finale                              |
| Athlète                                  | Épreuve         | Temps         | Rang   | Temps         | Rang         | Temps    | Rang                                |
| ---------------------------------------- | --------------- | ------------- | ------ | ------------- | ------------ | -------- | ----------------------------------- |
| Ye Shiwen                                | 400 m 4 nages   | 4 min 45 s 86 | 27e    | NC            | NC           | Éliminée | Éliminée                            |
| Zhou Min                                 | 400 m 4 nages   | 4 min 50 s 38 | 32e    | NC            | NC           | Éliminée | Éliminée                            |
| Zhu Menghui Sun Meichen Tang Yi Shen Duo | 4 × 100 m libre | 3 min 37 s 25 | 9e     | NC            | NC           | Éliminée | Éliminée                            |
| Fu Yuanhui                               | 100 m dos       | 1 min 00 s 02 | 9e Q   | 58 s 95       | 3e Q         | 58 s 76  | Médaille de bronze, Jeux olympiques |
| Wang Xueer                               | 100 m dos       | 1 min 00 s 59 | 14e Q  | 1 min 01 s 44 | 16e          | Éliminé  | Éliminé                             |

| Athlète   | Épreuve       | Séries        | Séries | Demi-finales  | Demi-finales | Finale  | Finale  |
| Athlète   | Épreuve       | Temps         | Rang   | Temps         | Rang         | Temps   | Rang    |
| --------- | ------------- | ------------- | ------ | ------------- | ------------ | ------- | ------- |
| Wang Shun | 400 m 4 nages | 4 min 14 s 46 | 10e    | NC            | NC           | Éliminé | Éliminé |
| Li Xiang  | 100 m brasse  | 59 s 55       | 11e    | 1 min 00 s 25 | 13e          | Éliminé | Éliminé |
| Yan Zibei | 100 m brasse  | 1 min 00 s 88 | =27e   | Éliminé       | Éliminé      | Éliminé | Éliminé |

## Volley-ball

### Tournoi féminin
L'équipe de Chine de volley-ball féminin se qualifie pour les Jeux en remportant la Coupe du monde de volley-ball féminin 2015.

## Water-polo

### Tournoi féminin
L'équipe de Chine de water-polo féminin se qualifie pour les Jeux en tant que championne d'Asie 2015.